# Naomi Russell
Pour les articles homonymes, voir Russell.
Naomi Russell est le nom de scène d'une actrice américaine de films pornographiques.

## Biographie
Naomi Russell est née le 25 septembre 1983 à Los Angeles, Californie (États-Unis) d'un père rabbin israélien et d'une mère tchécoslovaque. Elle se déclare de confession juive.

## Carrière

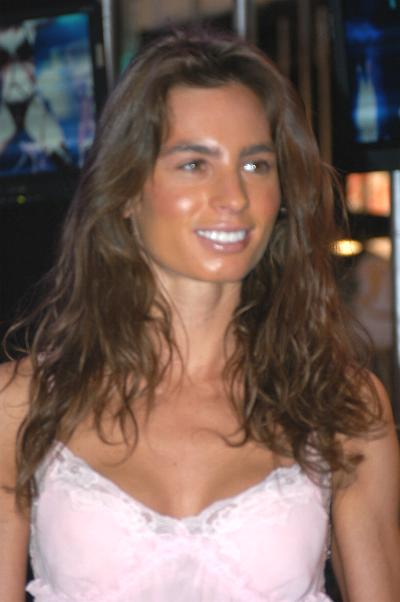
En 2007

Naomi Russell débute dans la pornographie en août 2005. Elle n'avait jamais pratiqué la sodomie ou le saphisme avant d'entrer dans l'industrie de la pornographie. Elle interprète sa première scène anale dans Naomi: There's Only One. Connue pour son vaste fessier charnu, elle s'illustre par ses fellations, la sodomie, la double pénétration, les scènes à trois mais surtout par la pratique récurrente du « booty shaking » qui lui vaut le surnom de Naomi Booty.
En 2006, elle déclare dans une interview pour xrentdvd.com, : « Le sexe fait partie de moi comme c'est le cas pour tout le monde. J'ai l'esprit très libre et j'aime à le montrer. ».
Elle est absente pour la cérémonie des AVN Awards 2007 au cours de laquelle le prix Best New Starlet of the Year lui est attribué. Son absence est d'autant plus remarquée qu'avant elle, aucune gagnante n'a omis de se présenter pour recevoir son prix.
Peu après cet incident et lors d'un entretien avec un journaliste d'AVN, elle a expliqué que son absence était en rapport avec des obligations chez elle et qu'elle n'avait pas réalisé l'importance de l'affaire. Elle a expliqué dans cette même interview combien la pornographie lui a été utile pour découvrir la sodomie et le plaisir qu'elle lui procure, sa carrière dans et en dehors de la pornographie, son amour pour le saphisme et son ressentiment envers les personnes qui critiquent sa perte de poids après avoir grossi lorsqu'elle est entrée dans l'industrie du X alors qu'elle est plutôt d'un naturel mince et athlétique.

## Filmographie sélective
Naomi aura interprété 237 films au cours de sa carrière. Une filmographie complète peut être consultée sur IAFD.
- 2005 : Big Wet Asses 7
- 2005 : Women Seeking Women 19
- 2006 : Pussy Party 17
- 2006 : Pussy Party 19
- 2006 : Naomi... There's Only One
- 2007 : Belladonna's Fucking Girls 4
- 2007 : Fuck Me: Naomi
- 2008 : Kick Ass Chicks 53
- 2008 : Rich Ass Bitches
- 2009 : Big Wet Asses 15
- 2009 : Cock Wow
- 2010 : Crack That Ass
- 2010 : I Love Anal
- 2011 : Butt Bang Bitches 3
- 2011 : Double Anal Pounding
- 2012 : Big Pussy Solo Masturbation: Specialty Edition
- 2012 : Booty Bombs
- 2013 : Cum Inside Her
- 2013 : Girls of Bang Bros 24: Britney Amber
- 2014 : 69 Scenes: Anal Anal Anal
- 2014 : MILTF Roadside
- 2017 : She Squirts

## Récompenses
Prix
- 2006: CAVR Award : Starlet of Year
- 2007: AVN Award: Meilleure révélation féminine (Best New Starlet)[10].
- 2007: AVN Award: Best POV (Point of view pornography) Sex Scene with Tommy Gunn - Jack's POV # 2[10]

nominations
- 2008 : AVN Best All-Girl Sex Scene - Video for: Fucking Girls 4 (2007) avec Belladonna